# Mürzsteg
Mürzsteg ist ein Ort im Oberen Mürztal in der Steiermark wie auch Ortschaft und Katastralgemeinde der Gemeinde Neuberg an der Mürz im Bezirk Bruck-Mürzzuschlag.
1849–2014 bildete Mürzsteg eine eigenständige Gemeinde, ab 1948 zusammen mit Frein an der Mürz. Seither wird es als Ortsteil der Gemeinde geführt.

## Geografie
Mürzsteg befindet sich etwa 34 Kilometer nordöstlich von Bruck an der Mur, 15 km nordwestlich von Mürzzuschlag, und etwa 17 km südöstlich von Mariazell. Es liegt am Oberlauf der Mürz in den Mürzsteger Alpen, einem Teil der Nördlichen Kalkalpen. Im Südwesten erhebt sich die Veitschalpe (1981 m ü. A.), im Nordwesten die Tonionalpe (1699 m ü. A.), im Osten die Schneealpe (1903 m ü. A.).
Das Dorf Mürzsteg liegt mürzaufwärts 7 km nordwestlich von Neuberg an der Einmündung des Dobreinbaches in die Mürz, beiderseits des Flusses in einer Weitung auf um die 780 m ü. A. Höhe. Der Ort umfasst als eigene Ortschaft etwa 85 Adressen mit etwa 230 Einwohnern. Zur Ortschaft auch die Hinteralm nordöstlich am Waxenegg, weitere 14 Adressen.

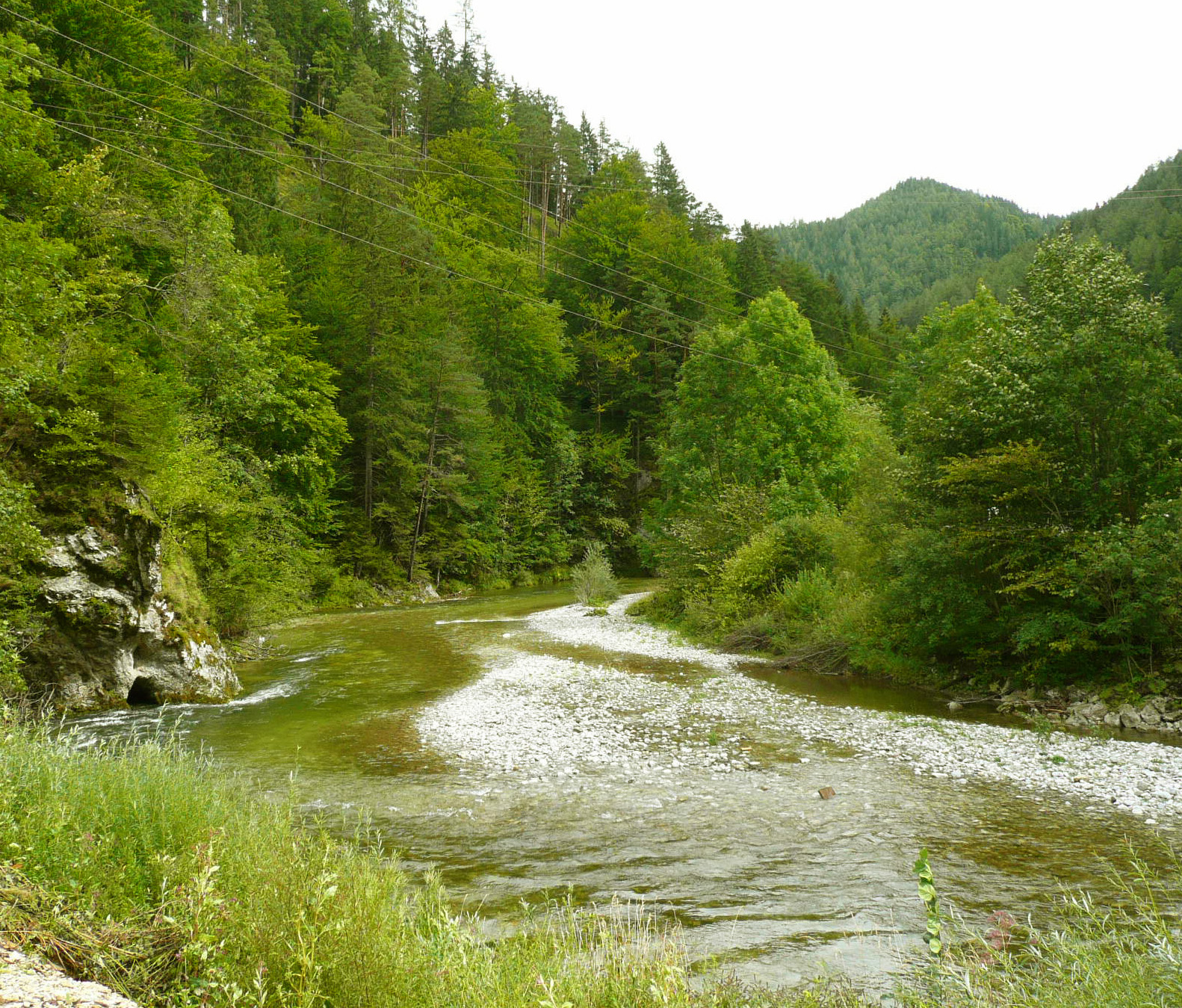
Mürz bei Mürzsteg

Die Katastralgemeinde Mürzsteg ist mit 8427 Hektar viel umfassender: Im Süden und Westen umfasst sie das gesamte Gebiet von der Veitschbachhöhe (1810 m ü. A.) oberhalb von Neuberg, den Plateaurand der Veitsch über den Pass Niederalpl (1221 m ü. A.), die Südflanke der Tonion hinüber zum Proles (1565 m ü. A.) und hinunter in das Mürzengtal beim Toten Weib. Östlich zieht sie sich die ganze linke Mürzseite entlang, von Riesbrücke an der Veitschbachhöhe über die Schneealpvorberge der Lachalpe (1590 m ü. A.), der Hinteralm, des Hochalpl (1514 m ü. A.) und des Rosskogels (1524 m ü. A.), bis an die Stelle bei Neuwald, wo sich Kalte Mürz und Stille Mürz zur Mürz vereinen. Hier ist schon die niederösterreichische Landesgrenze.

Zu diesem Katastralgebiet gehören auch die Ortschaften Lanau, Dürrenthal und Tebrin Mürzabwärts, Dobrein und Niederalpl dobreinbachaufwärts, sowie Scheiterboden mürzaufwärts.

### Nachbarortslagen
| Halltal (KG, Gem. Mariazell) ∗            | Frein (KG) Scheiterboden (O)                | Altenberg (KG) ∗∗      |
| Dobrein (O) Aschbach (KG, Gem. Mariazell) | Kompassrose, die auf Nachbargemeinden zeigt | Krampen (O u. KG)      |
|                                           | Kleinveitsch (KG, Gem. St. Barbara i.Mzt.)  | Lanau (O) Neuberg (KG) |

∗ Halltal grenzt nur ein kleines Stück an.
∗∗ In einem Punkt dort die KG Herrschaftsgründe, Gem. St. Ägyd a.Neuwalde, Bez. Lilienfeld, NÖ; der Ort Altenberg liegt viel südlicher oberhalb von Neuberg, sein Katastralgebiet zieht sich aber entlang der Landesgrenze bis an die Kalte Mürz.

## Geschichte

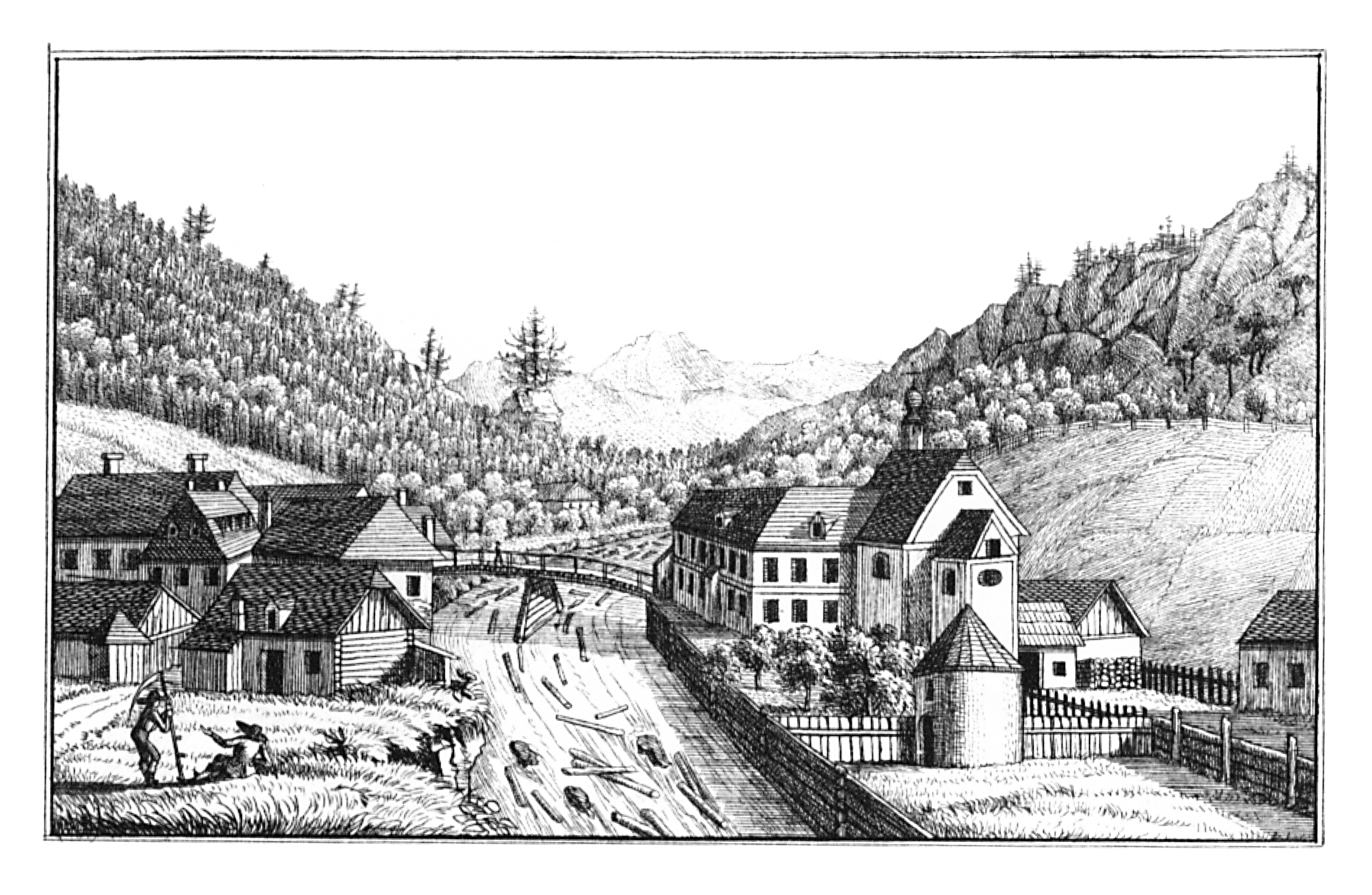
Mürzsteg, Lith. um 1830, J.F.Kaiser, Graz

In der späteren Eisenzeit wurde das Gebiet wie das gesamte Mürztal, von Kelten besiedelt.
Das Gebiet von Mürzsteg wurde 1103 von den Kärntner Herzögen dem Stift St. Lambrecht übergeben. Seitdem wurde das Gebiet von Westen ausgehend durch hörige Bauern des Stiftes gerodet und besiedelt. 1342 kam das Gebiet an das Zisterzienserstift Neuberg. 1428 wurde Mürzsteg erstmals urkundlich erwähnt.
1692 wurde durch das Stift Neuberg die Eisenindustrie in der Gegend begründet, die vor allem zu Ende des 18. Jahrhunderts einen bedeutenden Aufschwung nahm. So bestand um 1790 an der Einmündung des Dobreinerbaches ein Werk mit zwei Steckhämmern und bachaufwärts ein Zerrennhammer; 1798/99 wurde die k.k. Gewehrfabrik in Lanau mit 64 Schmieden gegründet. 1850 wurde allerdings die Lanauer Fabrik geschlossen; auch der bisherige Bergbau in Tebrin wurde eingestellt. Nach der Aufhebung des Stiftes Neuberg wurde Mürzsteg im Jahr 1785 eine eigene Pfarre. Erst 1861 wurde die bestehende Kapelle Schmerzhafte Mutter zur Kirche ausgebaut und im Jahr 1898 abermals erweitert.
Ab 1850 kam Kaiser Franz Joseph I. regelmäßig zur Jagd nach Mürzsteg; 1854 verbrachte er hier die Flitterwochen mit Kaiserin Elisabeth. Das 1868 errichtete Jagdhaus wurde nach und nach zu einem Jagdschloss aus- und umgebaut. 1902 und 1903 empfing er hier Zar Nikolaus II. zu politischen Beratungen.
James Joyce erwähnte Mürzsteg in seinem 1927 erschienenen Roman Ulysses, fälschlicherweise als Mürzsteg in Niederösterreich.

### Ehemalige Gemeinde
Die vormalige Steuergemeinde Mürzsteg wurde mit Schaffung der Ortsgemeinden 1848/49 eine eigenständige politische Gemeinde. Sie gehörte bis 1902 zum Bezirk Bruck an der Mur, dann zum Bezirk Mürzzuschlag, und nach 2013 kurz zum neuen Bezirk Bruck-Mürzzuschlag.
1948 wurde Frein an der Mürz von der Gemeinde Halltal abgetrennt und mit Mürzsteg vereinigt; dafür wurde der Ortsteil Krampen nach Neuberg an der Mürz umgemeindet.
Seit 2015 ist Mürzsteg im Rahmen der steiermärkischen Gemeindestrukturreform gemeinsam mit den vordem ebenfalls selbständigen Gemeinden Altenberg an der Rax und Kapellen in die Gemeinde Neuberg an der Mürz eingemeindet.
Die Ortschaften der Gemeinde waren: Dobrein, Dürrenthal, Frein an der Mürz (ab 1948), Kaltenbach (ab 1948), Krampen (bis 1948), Lanau, Mürzsteg (Hauptort), Niederalpl, Scheiterboden, Tebrin.
Nachbargemeinden waren zuletzt von Norden ausgehend im Uhrzeigersinn: in Niederösterreich: Sankt Aegyd am Neuwalde; in der Steiermark: Altenberg an der Rax, Neuberg an der Mürz, Veitsch, Gußwerk, Halltal.
Politik
Der Gemeinderat hatte zuletzt 9 Mitglieder, Sitzverteilung seit der Gemeinderatswahl 2010 war 5 SPÖ, 2 ÖVP, 2 FPÖ; 2005: 6 SPÖ, 2 ÖVP, 1 FPÖ.
.
Letzter Bürgermeister war bis 31. Dezember 2014 Karlheinz Mayer (SPÖ). Vizebürgermeister war Arnold Gamsjäger (SPÖ).
Wappen
Blasonierung (Wappenbeschreibung): In einem mit fünf silbernen Schneerosen bestreuten grünen Feld unter einem silbernen Hirschhaupt ein silberner Steg, der auf an die Ränder des Schildfußes stoßenden, schwarz gefugten, silbernen Stützmauern aufruht, zwischen denen in Blau sich silbern ein Flößerhaken und eine Berghaue schräg kreuzen.
Die Verleihung des Gemeindewappens war mit Wirkung vom 1. Juni 1997 erfolgt. Mit der Gemeindefusion wurde es als solches hinfällig.
Bevölkerungsentwicklung
| Bevölkerungsentwicklung der Gemeinde | Bevölkerungsentwicklung der Gemeinde | Bevölkerungsentwicklung der Gemeinde | Bevölkerungsentwicklung der Gemeinde | Bevölkerungsentwicklung der Gemeinde |
| Jahr                                 | Einw.                                |                                      | Jahr                                 | Einw.                                |
| ------------------------------------ | ------------------------------------ | ------------------------------------ | ------------------------------------ | ------------------------------------ |
| 1869                                 | 1398                                 | 1951                                 | 1099                                 |                                      |
| 1880                                 | 1270                                 | 1961                                 | 0993                                 |                                      |
| 1890                                 | 1317                                 | 1971                                 | 0813                                 |                                      |
| 1900                                 | 1166                                 | 1981                                 | 0634                                 |                                      |
| 1910                                 | 1125                                 | 1991                                 | 0652                                 |                                      |
| 1923                                 | 0936                                 | 2001                                 | 0554                                 |                                      |
| 1934                                 | 0943                                 | 2011                                 | 0565                                 |                                      |
| 1939                                 | 0879                                 | 2017                                 | 0478                                 |                                      |
| Quelle: Statistik Austria            |                                      |                                      |                                      |                                      |

Die Bevölkerung Mürzstegs hatte seit Beginn der Volkszählungen mit einzelnen Unterbrechungen (insbes. zwischen 1939 und 1951, bedingt durch die Eingemeindung von Frein) stetig abgenommen und machte bei der letzten Volkszählung 2001 nicht einmal mehr die Hälfte der Zahl von 1869 aus. Sowohl die Geburtenbilanz als auch die Wanderungsbilanz waren auch in diesen letzten Dekade negativ. Seither hatte die Bevölkerung wieder leicht zugenommen und betrug 631 zum 1. Jänner 2012, zuletzt aber wieder 565 Einwohner per 31. Oktober 2013.  (Gerichtsbezirk Mürzzuschlag und im politischen Bezirk Bruck-Mürzzuschlag).
Religionen
Größte Glaubensgemeinschaft ist die Römisch-katholische Kirche, zu der sich 69,7 % der Bevölkerung bekennen, zweitgrößte, aufgrund des Asylantenheimes, der Islam mit 8,7 %, gefolgt von der Evangelischen Kirche mit 7,6 % und der Orthodoxen Kirche mit 1,8 % der Bevölkerung. Ohne religiöses Bekenntnis sind 11,4 %.

## Wirtschaft und Infrastruktur

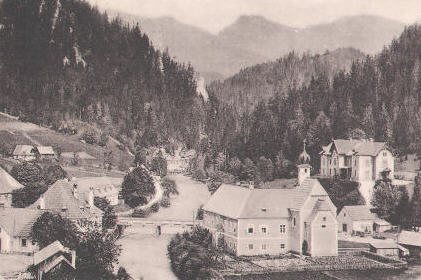
Mürzsteg um 1900

Die Wirtschaft von Mürzsteg besteht überwiegend aus Tourismus. Das Gebiet gehört seit 2003 zum Naturpark Mürzer Oberland.

### Verkehr
Mürzsteg ist von Mürzzuschlag und Neuberg über die Lahnsattelstraße B23 zu erreichen, die in weiterer Folge über den Lahnsattel auf die Gutensteiner Straße B 21 trifft, auf der einerseits das Mariazellerland und andererseits St. Aegyd am Neuwalde und das Traisental zu erreichen sind. Von Mürzsteg aus führt zudem in westlicher Richtung die Landesstraße 113 über das Niederalpl in das Aschbachtal nach Wegscheid. Dort trifft sie auf die Mariazeller Straße B20 (St. Pölten – Mariazell – Seeberg – Kapfenberg).

### Ansässige Unternehmen
Das Kinderhotel Appelhof ist das größte Hotel der Hochsteiermark und nimmt mit etwa zwölf Hektar Hotelgelände die gesamte Südseite des Hauptortes ein. In Frein gibt es den Freinerhof. Am Niederalpl entwickelt sich um den Schilift Niederalpl ein Freizeit-Hotspot mit drei Restaurants, der neben der einheimischen Bevölkerung vor allem von Wienern besucht wird. Am Niederalpl steht neben dem traditionellen Plodererhof mit der Holzbox ein Designhotel.

## Kultur und Sehenswürdigkeiten
- Jagdschloss Mürzsteg: Das ehemals kaiserliche Schloss dient seit 1947 als Sommersitz des österreichischen Bundespräsidenten und ist nicht öffentlich zugänglich.
- Holzknechtmuseum[6]

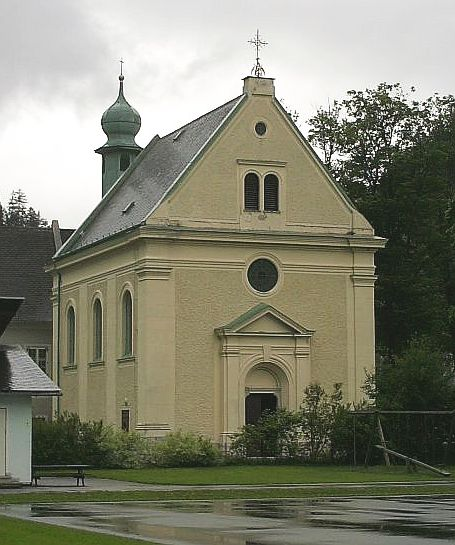
Pfarrkirche (denkmalgeschützt)
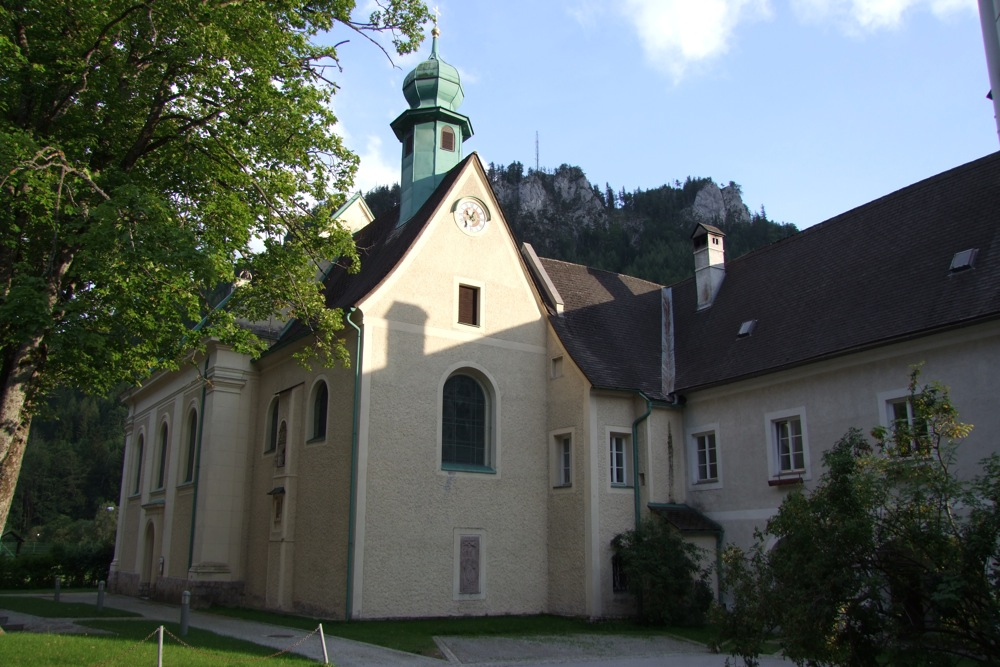
Pfarrhof (denkmalgeschützt)
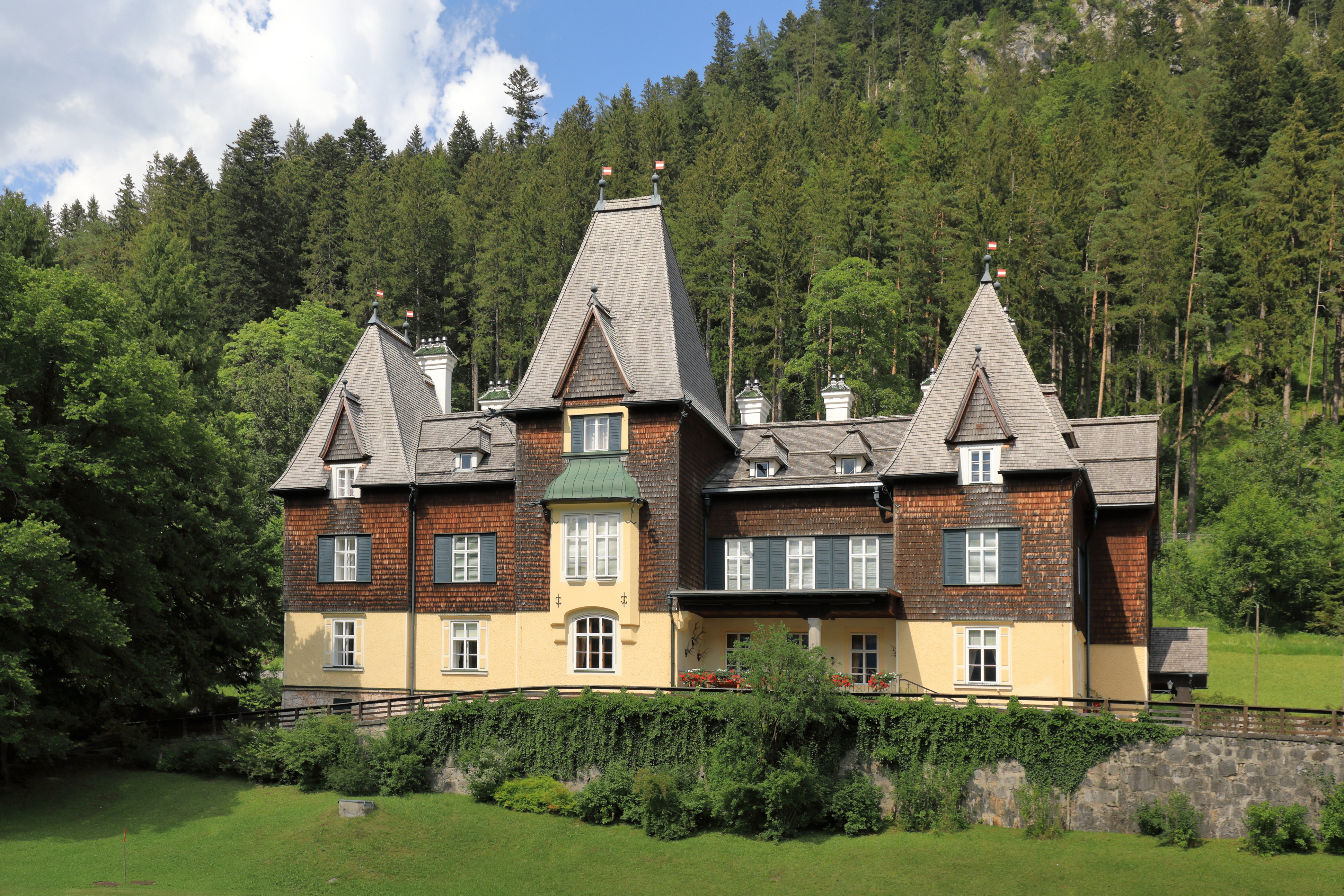
Jagdschloss (denkmalgeschützt)
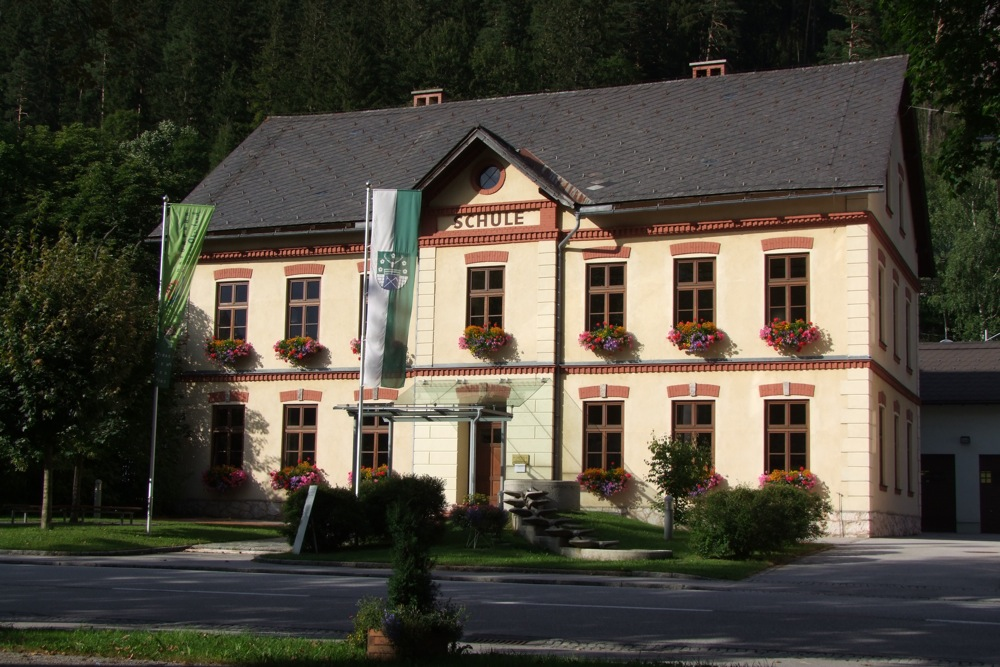
Schule (denkmalgeschützt)
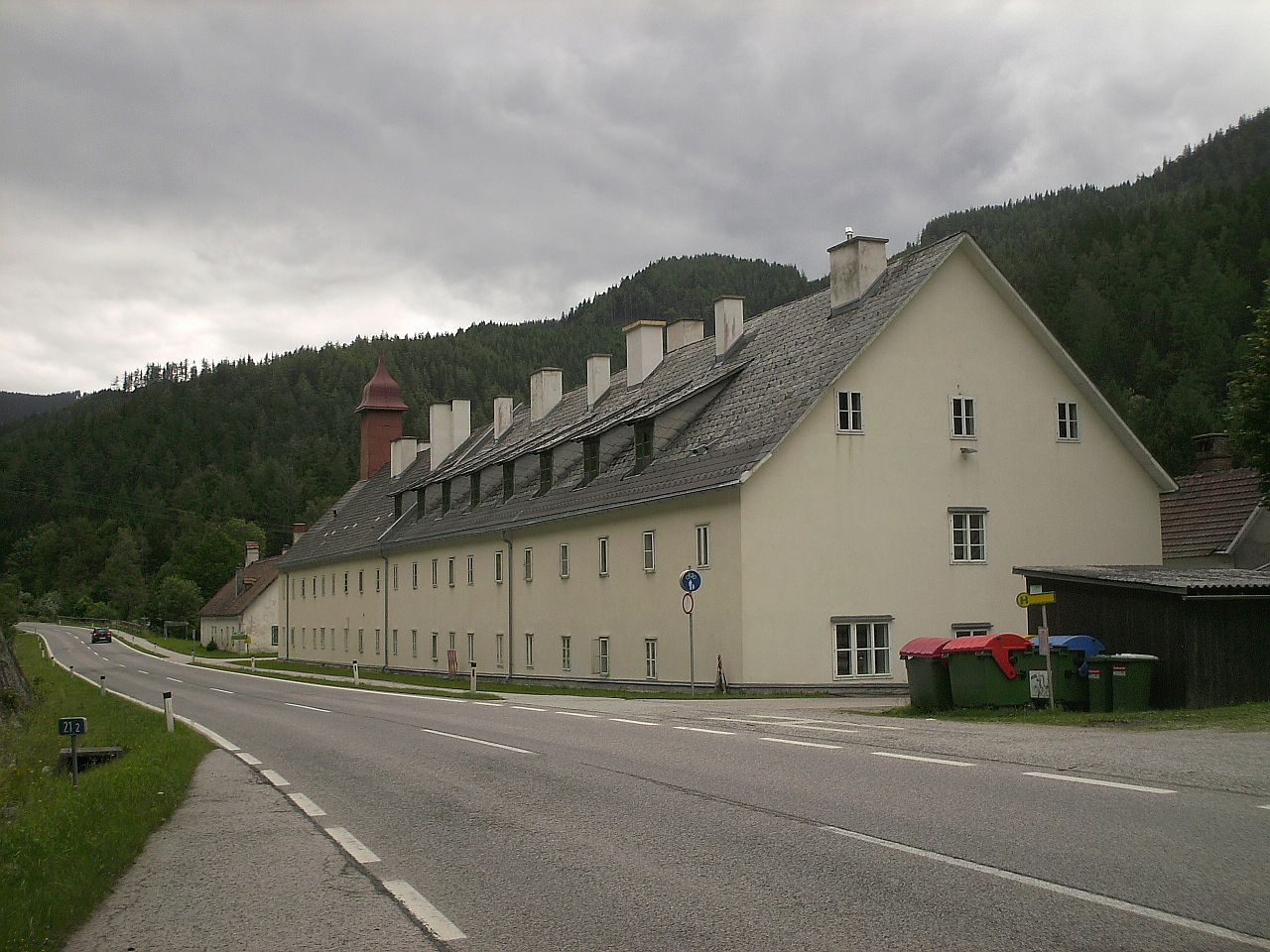
Arbeiterwohnhaus in Lanau (denkmalgeschützt)

- Wasserfall zum Toten Weib, Naturdenkmal

## Persönlichkeiten
- Peter Hochegger (* 1949), Kommunikationsunternehmer und Lobbyist